# 宋国清
宋国清，中华人民共和国政治人物、外交官。1988年，接替郑耀文，担任中华人民共和国驻津巴布韦大使。1991年，由顾欣尔接任。